# Kiss Symphony: Alive IV
Kiss Symphony: Alive IV är ett livealbum av hårdrocksgruppen Kiss, utgivet den 22 juli 2003. Kiss Symphony är ett projekt när Kiss spelar tillsammans till The Melbourne Symphony Orcestra. Här spelades ovanliga låtar som Goin Blind, Great Expectations, Forever och Shandi. Kiss Symhpony släpptes även som Live - DVD. Kiss spelade för andra gången akustiskt med The Melbourne Symphony Orchestra.

## Låtförteckning
Act 1: Kiss
1. Deuce - (Simmons)
2. Strutter - (Stanley/Simmons)
3. Let Me Go, Rock 'N Roll - (Simmons/Stanley)
4. Lick It Up - (Stanley/Vincent)
5. Calling Dr. Love - (Simmons)
6. Psycho Circus - (Stanley/Cuomo)

Act 2: Kiss & The Melbourne Symphony Ensemble
1. Beth - (Criss/Pendrige/Ezrin)
2. Forever - (Stanley/Bolton)
3. Goin' Blind - (Simmons/Coronel)
4. Sure Know Something - (Stanley/Poncia)
5. Shandi - (Stanley/Poncia)

Act 3: Kiss & The Melbourne Symphony Orchestra
1. Detroit Rock City - (Stanley/Ezrin)
2. King Of The Night Time World - (Stanley/Fowler/Ezrin/Antohny)
3. Do You Love Me? - (Stanley/Fowler)
4. Shout It Out Loud - (Stanley/Simmons/Ezrin)
5. God Of Thunder - (Stanley)
6. Love Gun - (Stanley)
7. Great Expectations - (Simmons/Ezrin)
8. I Was Made For Lovin' You - (Stanley/Poncia/Child)
9. Black Diamond - (Stanley)
10. Rock And Roll All Nite - (Simmons/Stanley)

## Medverkande
- Gene Simmons - bas/sång
- Paul Stanley - gitarr/sång
- Peter Criss - trummor/sång
- Tommy Thayer - gitarr
- The Melbourne Symphony Orchestra